# Diplotoxa liepae
Diplotoxa liepae är en tvåvingeart som beskrevs av Spencer 1986. Diplotoxa liepae ingår i släktet Diplotoxa och familjen fritflugor.
Artens utbredningsområde är Victoria i Australien. Inga underarter finns listade i Catalogue of Life.